# بوربور (اسلام‌آباد غرب)
بوربور روستایی از توابع بخش مرکزی شهرستان اسلام‌آباد غرب در استان کرمانشاه ایران است.
این روستا دومین روستای دهستان شیان از سمت اسلام آباد غرب میباشد

## جمعیت
این روستا در دهستان شیان قرار دارد و بر اساس سرشماری مرکز آمار ایران در سال ۱۳۸۵، جمعیت آن ۲۴۲ نفر (۵۴ خانوار) بوده‌است.